# میشا بارتون
میشا بارتون (انگلیسی: Mischa Barton؛ زادهٔ ۲۴ ژانویهٔ ۱۹۸۶) هنرپیشه اهل انگلستان است. وی از سال ۱۹۹۵ میلادی تاکنون مشغول فعالیت بوده است.
از فیلم‌هایی که وی در آن نقش داشته است، می‌توان به حس ششم و ناتینگ هیل اشاره کرد.

## گزیده فیلم‌شناسی
- حس ششم
- ناتینگ هیل
- تو و من
- اکتان
- پارانوئید
- تارت
- ترور یک رئیس دبیرستان
- بستن حلقه
- درون تاریکی
- گمشده و شوریدگی
- بوپال: دعا برای باران
- قطعات رد شده
- سنت ترینیان
- سگ‌های چمن
- جولی جانسون